# جزيرة نورفولك
جزيرة نُرفُلك (بالإنجليزية : Norfolk Island، نقحرة: نورفولك) أو نُرفُك (بلغة نورفاك : Norfuk Ailen) هي جزيرة صغيرة، تقع في المحيط الهادي بين أستراليا ونيوزيلندا وكاليدونيا الجديدة. مساحتها لا تزيد على ال35 كم مربعا وعدد سكانها 2141 نسمة تقريبًا. كما أنها، لأسباب عملية، تابعة لأستراليا، لكنها تتمتع بدرجة قليلة من الحكم الذاتي. هذه الجزيرة بالإضافة إلى جزيرتين أخرى ين (أنظر الخارطة) يشكلون واحدة من أراضي أستراليا الخارجية.
تشكل شجرة صنوبر نُرفُلك دائمة الخضرة الشعار الرسمي للجزيرة، وهي موجودة وسط علمها، الصنوبر يعتبر من الأشجار الشعبية في أستراليا نفسها.

## التاريخ

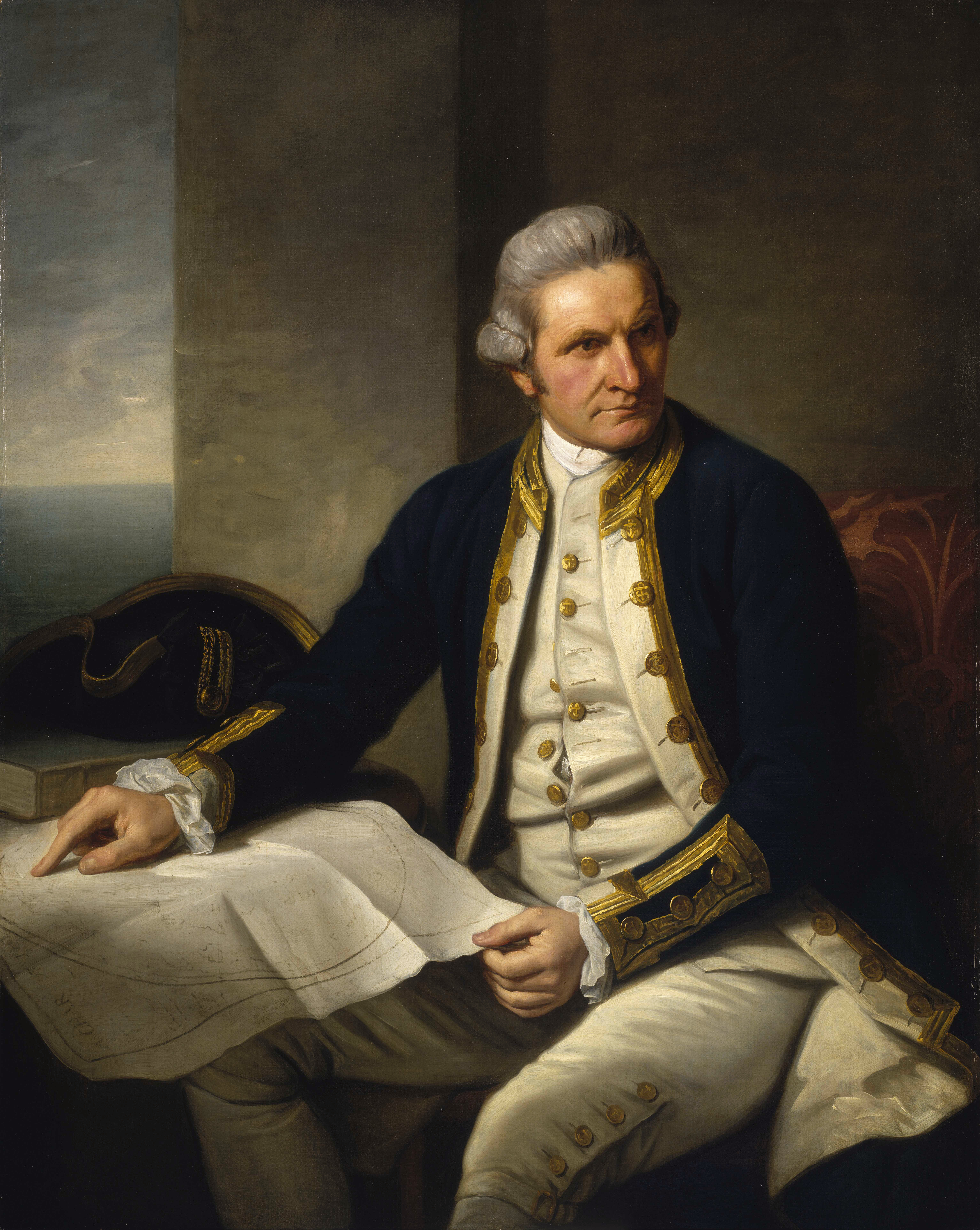
الكابتن جيمس كوك

### التاريخ القديم
جزيرة نُرفُلك سُكنت لأول مرّة من قبل البحارة البولينيزيين الشرقيين، وقد اتو إما من جزر كرماديك شمال نيوزيلندا أو من جزيرة نيوزيلندا الشمالية. ويقدّر انهم وصلوا في القرن الرابع عشر أو الخامس عشر، وعاشوا عدة اجيال قبل أن يختفوا.
كان الكابتن البريطاني جيمس كوك أول الزائرين الأوروبيين للجزيرة، في سنة 1774، بينما كان يقوم برحلته الثانية إلى جنوب المحيط الهادي، وكان هو من أطلق على الجزيرة اسمها «نُرفُلك» نسبة إلى الدوقة نُرفُلك والتي كانت زوجة الدوق إدوارد هوارد، وكانت حينها الدوقة متوفية، ولكن كوك لم يعرف بوفاتها كونه خرج من بريطانيا في 1772، بينما توفيت الدوقة في مايو 1773.

### القرن العشرين
بعد تأسيس دول الكومنولث الأسترالية في سنة 1901، وضعت جزيرة نُرفُلك تحت حكومة الكومنولث، وحُكم ان تتم إدارتها كإقليم خارجي.

## الجغرافيا
جزيرة نُرفُلك تقع في جنوب المحيط الهادي، شرق أرض أستراليا الرئيسية. جزيرة نُرفُلك هي الجزيرة الرئيسية في الأرض ما وراء البحار التابعة لأستراليا، ولها مساحة 34.6 كم2 (13.3 ميل2). أعلى منطقة في الجزيرة هي جبل بيتس (319 م فوق سطح البحر \ 1,047 قدم فوق سطح البحر). الأرض في الجزيرة صالحة للزراعة.
جزيرة فيليب، ثاني أكبر جزيرة في الإقليم، تقع على مسافة سبع كيلومترات جنوب جزيرة نُرفُلك.

## الضرائب

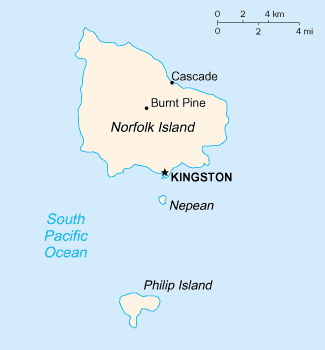
خارطة لجزيرة نُرفُلك

السكان في الجزيرة لا يدفعون ضرائب أستراليا الفدرالية، ولكن لهم ملاذ ضريبي. لأن لا يوجد ضريبة دخل، خزينة الجزيرة تربح النقود عبر رسوم الاستيراد، ضريبة للوقود، رعاية الطبيعة، ضريبة السلع والخدمات، والاتصالات الهاتفية وضريبة الكهرباء والغاز و ضريبة توفير مياه الشرب.

## الجريمة
مع أن جزيرة نُرفُلك لها جو كبير من السلام، ولكن هناك جريمتي قتل حصلتا فيها خلال القرن الواحد والعشرين. في 2002، جانيللي باتون الأسترالي الساكن في الجزيرة، قد قتل. هذه كانت أول جريمة قتل في الجزيرة منذ سنة 1893.

## العناية الصحية
العناية الصحية لا تغطي الجزيرة لذلك ينصح الزوار والسياح الأستراليون بشراء تأمين صحي قبل القدوم إلى الجزيرة، الحالات الصحية الخطيرة لا تعالج في الجزيرة، المرضى ينقلون إلى الأراضي الأسترالية، يمكن أن يكلف النقل حوالي 25,000$ ,نقص القدرات الطبية له أثر كبير على العناية الصحية لسكان الجزيرة والكثير من السكان الأقدم ذوي الحالات الصحية المتدهورة يستحيل عليهم العيش في الجزيرة ويجب عليهم الهجرة إلى أراضي أستراليا أو نيوزيلاندة ليحصلو على العناية الطبية.

## العملة
يستخدم الدولار الأسترالي والذي يعمل بشكل جيد هناك، والشيكات السياحية وبطاقات الائتمان مقبولة على نطاق واسع، يمكن الحصول عليها في بنك الكومنولث وستباك فروع في المحرقة باين، وهناك في بنك كومنولث أجهزة الصراف الآلي.

## اللغة
الجميع يتكلم اللغة الإنجليزية على هذه الجزيرة، ولكن عليك أن تعلم أيضا ان هناك الكثير من السكان الذين يتكلمون لغة النورفاك Norfuk وهي لغة فريدة مستمدة من خطاب المتمردين باونتي والزوجات الذين استقروا في جزيرة تاهيتي بيتكيرن في عام 1790 والتي فيها نوع من الغناء التي تكون لطيفا جدا على المسامع. واضافت الأمم المتحدة لغة Norfuk على قائمة اللغات المهددة بالانقراض.

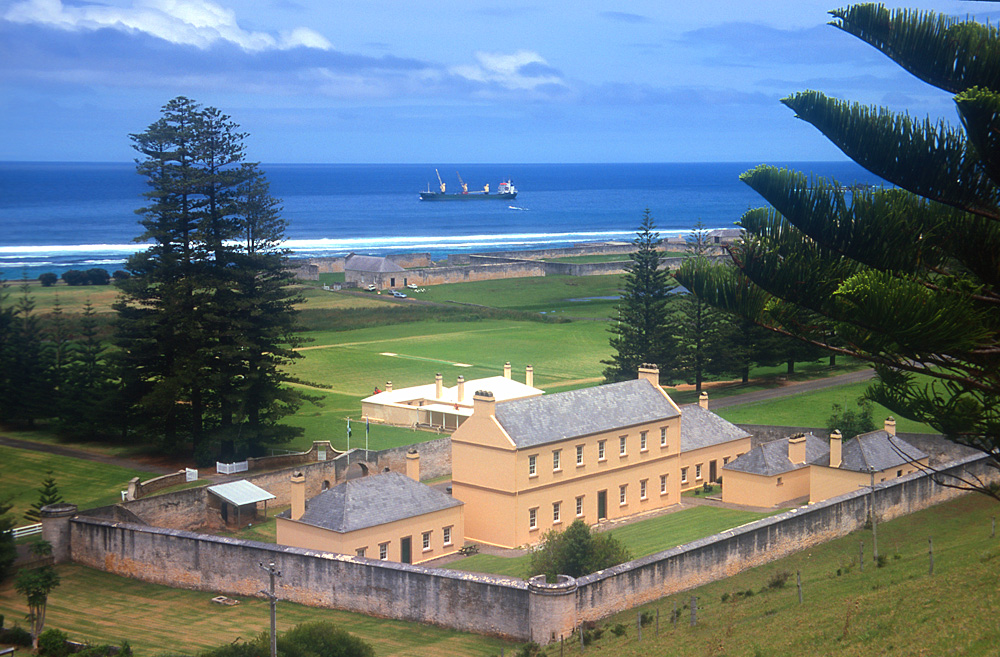
سجن الجزيرة القديم في كينغستون

## المواصلات
لا يوجد سكك حديدية، أو ممرات مائية، أو موانئ، أو مرافئ بحرية على الجزيرة. توجد ارصفة التحميل في كينغستون وكاسكيد، ولكن السفن لا تقترب كثيرًا من المدينتين. عندما تصل سفينة بضائع، تُفرَّغ من قبل قوارب تحمل 5 أطنان. إذا هبت الرياح عند وصول سفينة، تتجه السفينة إلى الناحية الأخرى (كينغستون أو كاسكيد). الزوار كثيرًا ما يجتمعوا عند استقبال سفينة بضائع.
هناك مطار واحد، مطار جزيرة نُرفُلك. هناك 80 كيلومترًا (50 ميل) من الشوارع على الجزيرة، ولكن القانون المحلي يمنح الأبقار الحق للمشي على الطرق. في سنة 2004 كان هناك 2532 خط هاتف أساسي على الجزيرة. نطاق الإنترنت الدولي للجزيرة هز .nf

## الطقس
مناخ جزيرة نُرفُلك البحرية هو مناخ شبه استوائي، حيث يمكن وصفه بطقس لطيف. درجة الحرارة تكاد لا تقل عن 10° درجات حرارة مئوية ولا ترتفع فوق 26° درجة حرارة مئوية. درجة الحرارة القصوى التي تم تسجيلها هي 28.4° درجة، في حين أن الحد الأدنى التي تم تسجيله هو 6.2 ° درجة. متوسط هطول الأمطار السنوي أكثر من 1300 مليمتر/52 بوصة، وتسقط معظم الأمطار في الفترة من أبريل إلى أغسطس. في أشهر أخرى يستقر هطول الأمطار كذلك كمية كبيرة من الأمطار.
| البيانات المناخية لـجزيرة نورفولك | البيانات المناخية لـجزيرة نورفولك | البيانات المناخية لـجزيرة نورفولك | البيانات المناخية لـجزيرة نورفولك | البيانات المناخية لـجزيرة نورفولك | البيانات المناخية لـجزيرة نورفولك | البيانات المناخية لـجزيرة نورفولك | البيانات المناخية لـجزيرة نورفولك | البيانات المناخية لـجزيرة نورفولك | البيانات المناخية لـجزيرة نورفولك | البيانات المناخية لـجزيرة نورفولك | البيانات المناخية لـجزيرة نورفولك | البيانات المناخية لـجزيرة نورفولك | البيانات المناخية لـجزيرة نورفولك |
| الشهر                             | يناير                             | فبراير                            | مارس                              | أبريل                             | مايو                              | يونيو                             | يوليو                             | أغسطس                             | سبتمبر                            | أكتوبر                            | نوفمبر                            | ديسمبر                            | المعدل السنوي                     |
| --------------------------------- | --------------------------------- | --------------------------------- | --------------------------------- | --------------------------------- | --------------------------------- | --------------------------------- | --------------------------------- | --------------------------------- | --------------------------------- | --------------------------------- | --------------------------------- | --------------------------------- | --------------------------------- |
| متوسط درجة الحرارة الكبرى °م (°ف) | 24.4 (75.9)                       | 24.8 (76.6)                       | 24.1 (75.4)                       | 22.6 (72.7)                       | 20.8 (69.4)                       | 19.2 (66.6)                       | 18.3 (64.9)                       | 18.2 (64.8)                       | 18.9 (66.0)                       | 20.1 (68.2)                       | 21.6 (70.9)                       | 23.3 (73.9)                       | 21.4 (70.4)                       |
| متوسط درجة الحرارة الصغرى °م (°ف) | 19.0 (66.2)                       | 19.5 (67.1)                       | 19.1 (66.4)                       | 17.7 (63.9)                       | 16.0 (60.8)                       | 14.6 (58.3)                       | 13.3 (55.9)                       | 13.1 (55.6)                       | 13.5 (56.3)                       | 14.6 (58.3)                       | 16.0 (60.8)                       | 17.6 (63.7)                       | 16.2 (61.1)                       |
| الهطول مم (إنش)                   | 85.0 (3.35)                       | 98.9 (3.89)                       | 103.5 (4.07)                      | 126.3 (4.97)                      | 139.3 (5.48)                      | 149.6 (5.89)                      | 148.0 (5.83)                      | 133.5 (5.26)                      | 96.7 (3.81)                       | 89.5 (3.52)                       | 73.9 (2.91)                       | 85.7 (3.37)                       | 1٬329٫9 (52.35)                   |
| المصدر:                           |                                   |                                   |                                   |                                   |                                   |                                   |                                   |                                   |                                   |                                   |                                   |                                   |                                   |

## الثقافة

### الجريمة
بالرغم من السلام السائد في جزيرة نُرفُلك فقد شهدت موقع جريمتي قتل في القرن 21.وفي عام 2002، اغتيل الأسترالي جانيل باتون، وكانت هذه أول جريمة قتل في الجزيرة منذ عام 1893 وبعد ذلك بعامين تم العثور على نائب وزير كبير في الجزيرة، افينس بافيت مرميا بالرصاص ليصبح أول وزير أسترالي يقتل في منصبه. عموما، يعد وقوع الجريمة منخفضا، إلا أن التقارير الأخيرة تشير إلى أن السرقة والقيادة الخطرة أصبحت أكثر انتشارا.